# Транспорт боєприпасів

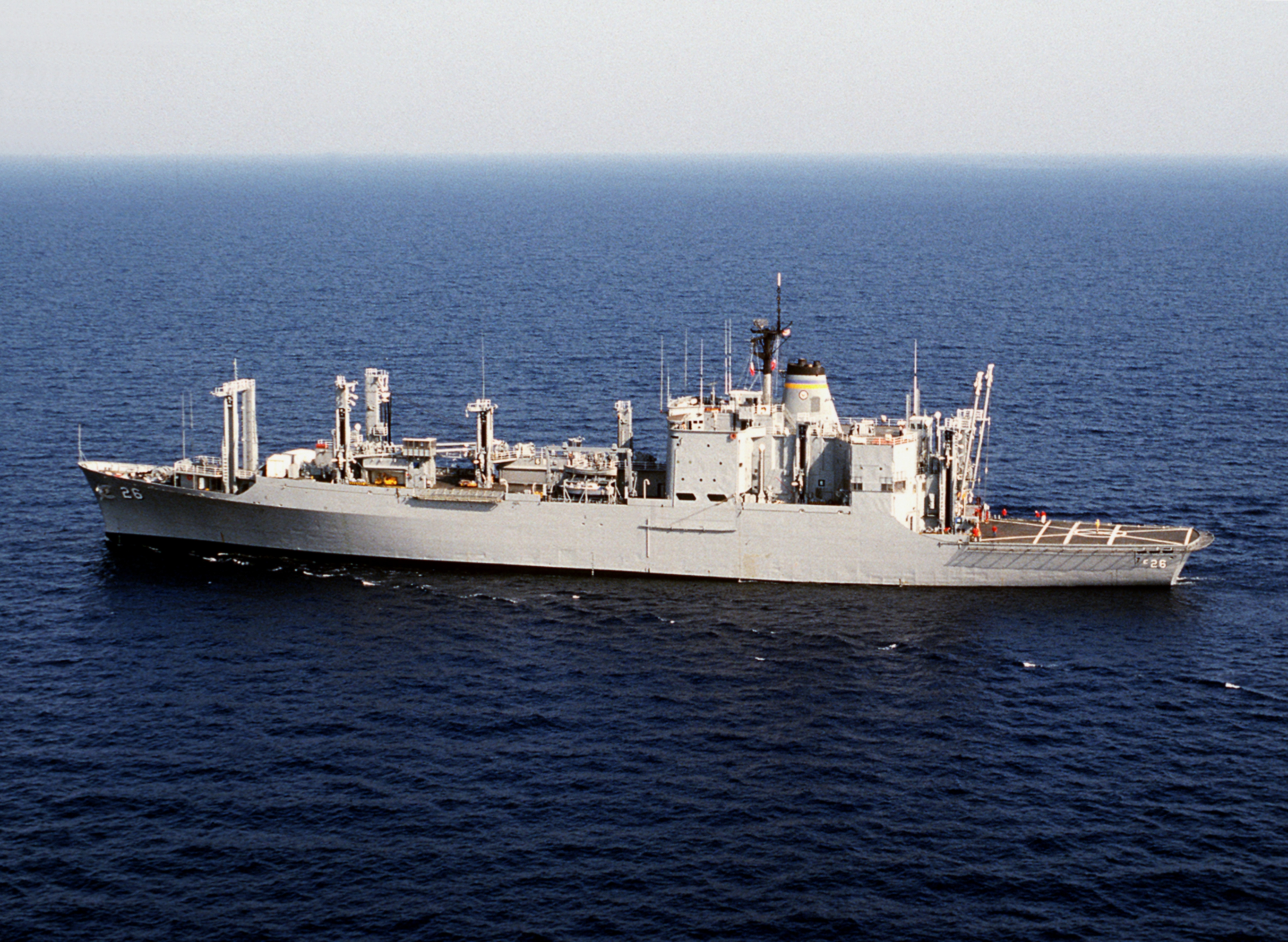
USNS Kilauea (T-AE 26), типовий сучасний транспорт боєприпасів

Транспорт боєприпасів — допоміжне військове судно, спеціально призначене для перевезення боєприпасів, зазвичай для кораблів та палубної авіації. Системи навантаження транспортів боєприпасів спеціально призначенні для операцій з вибухонебезпечним вантажем та відзначаються підвищеною надійністю. Основне призначення транспортів боєприпасів — поповнювати боєзапас ескадри у відкритому морі. Їх допоміжною функцією є транспортування боєприпасів між морськими базами.
Під час Другої світової війни ВМС США використовували як транспорти боєприпасів судна, перебудовані з торгових суден, так і спеціально побудовані судна відповідного призначення на основі корпусу торгового судна типу С2. Вони були озброєні та вкомплектовані екіпажами військово-морського флоту. Кілька з них знищено ефектними вибухами власного вантажу під час війни. Це приміром USS Mount Hood, що вибухнуло на островах Адміралтейства 10 листопада 1944 року, і судно типу «Ліберті» SS John Burke, уражене ударом одиничного камікадзе поблизу Філіппін 28 грудня 1944 року. Останню подію  зафіксовував на плівці фотограф-любитель з сусіднього судна. Судно розлетілося на шматки за секунди з повною загибеллю екіпажу.